# Dresden English Football Club

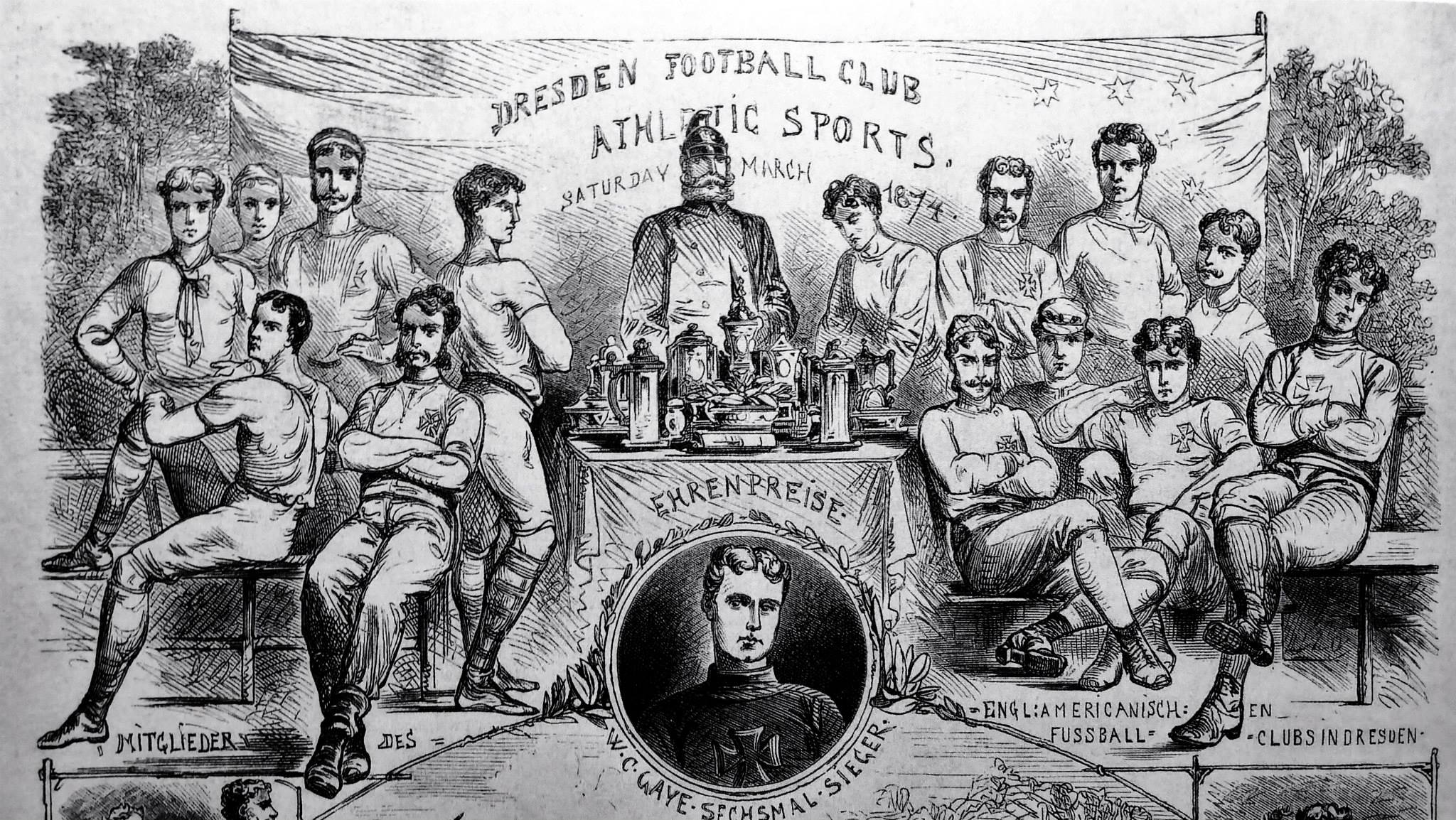
Dresden English Football Club

Der Dresden English Football Club (auch Dresden Football Club genannt) war ein Sportverein für Leichtathletik, Rugby und Fußball. Er wurde am 18. Oktober 1873 von in Dresden lebenden Engländern gegründet und gilt als einer der ersten Rugby- und Fußballvereine in Deutschland.

## Die Anfänge
In einer englischen Zeitung vom November 1873 wird berichtet, dass der Dresden Football Club am 18. Oktober gegründet wurde.
Im April 1874 berichtet die Leipziger Illustrierte Zeitung über den englisch-amerikanischen Fußballclub in Dresden. Die etwa 70 Mitglieder veranstalteten am 28. März 1874 einen Wettbewerb in zehn Leichtathletik-Disziplinen. Dieser wurde in den nachfolgenden Jahren wiederholt. Das hohe Ansehen, welches der Verein genoss, wird auch dadurch deutlich, dass bei den Veranstaltungen 1875 das sächsische Königspaar anwesend war.
Der Verein, der in vielen anderen Nachweisen als Dresden English Football Club (DFC) auftaucht, wurde von Engländern gegründet, die sich berufsbedingt in der aufstrebenden Industriestadt Dresden aufhielten und auf die Ausübung ihres Lieblingssportes Fußball nicht verzichten wollten. Es handelt sich um einen der ersten Fußballclubs auf dem Kontinent. Unter dem Begriff Fußball verstand man damals aber nicht nur das heutige Fußballspiel (Association Football), sondern auch die Version mit Aufnehmen des Balles mit der Hand (Rugby). „Die Regeln der Rugby-Schule wurden mit leichten Anpassungen übernommen, um den Gegebenheiten wie Untergrund etc. zu entsprechen.“ Ab November 1873 wurden Interclub-Spiele nach Rugbyregeln durchgeführt. Der Vorsitzende des Vereins war Reverend John Smith Gilderdale († 1891).
Die Mitglieder trafen sich regelmäßig am Wochenende im Bereich der Güntzwiesen vor dem Eingang des Großen Gartens, ganz in der Nähe des heutigen Stadions Dresden, der Spielstätte von Dynamo Dresden, zu Training und Spiel. Der Zeitungsbericht von 1874, der erste in deutscher Sprache über den Club, beschreibt den Anblick „von einigen zwanzig jungen Männern in einem Costüm, und zwar zur Unterscheidung in verschiedenen Farben. Eine Art wollener oder seidener Unterjacken, mit und ohne Ärmel, kurz anliegenden Beinkleider, die das nackte Knie sehen ließen, lange Strümpfe, sehr bequeme Schuhe oder Schnürstiefel bilden die Bekleidung.“ Diese beschäftigen sich mit einem Spiel, „bei dem Bälle mit dem Fuße fortgeschleudert werden“. Der Wechsel vom Rugby- zum Assoziationsfußball vollzog sich vermutlich erst Ende der 1880er Jahre.

## Fußball
Das erste bisher dokumentierte Fußballspiel gegen eine andere Mannschaft kann einem Bericht des späteren Gründungsvizepräsidenten des Deutschen Fußball-Bundes, Philipp Heineken entnommen werden: „Am Neujahrstag 1891 versuchte sich der English F.C. (Berlin) mit dem Dresdner F.C. zu messen und erlitt von demselben eine anständige Schlappe von 7:0.“ In den seit 1890 erscheinenden Sportzeitschriften und der Sportliteratur wurde regelmäßig auch über den DFC berichtet, so dass sich bis einschließlich 26. Februar 1898 ganze 24 Spiele nachweisen lassen. Die ersten sieben Spiele hat der DFC bis zum 1. März 1894 alle (Torverhältnis 43:0) gewonnen.
Zu diesen Siegen gehört auch ein Spiel am 18. April 1892 gegen eine Auswahl des neu gegründeten Deutschen Fußball- und Cricket-Bundes (DFCB). Das von den Vertretern des neuen Verbandes groß angekündigte Spiel endete vor mehreren hundert zahlenden Zuschauern, darunter der englische Botschafter Sir Edward Malet und der preußische Ministerialdirektor Kuegler, mit 3:0 für den DFC. Spiel und Sport bezeichnete in seiner Ausgabe vom 10. März 1894 die DFCB-Auswahl als Berliner Bundesmannschaft. Der DFC wurde erst 1896 Mitglied des DFCB.
Ein Bericht der Allgemeinen Sportzeitung aus Wien vermeldete: „Der Dresdner English Football Club, der circa zwanzig Jahre besteht, hat bis 10. März 1894 weder ein Goal noch ein Spiel verloren.“ Der Ruf der Unbesiegbarkeit des D.F.C. wurde an diesem Tag vom Berliner Thor- und Fußball Club Victoria 1889, der das Hinspiel noch 5:0 verloren hatte, beendet. Es sei „dieser Ruhm von der Berliner Victoria genommen worden - innerhalb von zehn Minuten; innerhalb der ersten Hälfte errangen Victoria 2 Goals, während die Engländer nichts machen konnten. Endresultat 2 Goals der Victoria gegen 0 des English Football Club“. Weiter wurde berichtet, dass „niemand an die Möglichkeit einer Niederlage dachte und, als die Depesche ankam, anfangs niemand an diese glauben wollte“. Präsident war der Reverend der Presbyterianischen Kirche in Dresden, John Davis-Bowden (1839–1909), der auch dem örtlichen Golf-Club vorstand.
Aufstellung vom 7. März 1894 im Spiel gegen Regatta Prag: Burchard; Bell (Captain), Crossley; Graham, Atkins, Spencer; Ravenscroft, Johnson, Le Maistre, Luxmore, Young.
Aufstellung vom 26. Februar 1898 im Spiel gegen DFC Prag: G. Tetley; G. Forschhammer, H. Vernon; L. Goldhard, W. Johnson, H. Willbraham; D'Evans, F. Haynes, R.C. Maistre, E. Seligmann, G. Wallis.
Ehemalige Mitglieder waren bei der Gründung der Vereine Neuer Dresdner FC (1893) und des Dresdner SC (1898) mitbeteiligt. Ein für den 19. März 1898 geplantes Spiel gegen den ASC Berlin wurde von DFC telegraphisch abgesagt.